# 陳璜 (畫家)

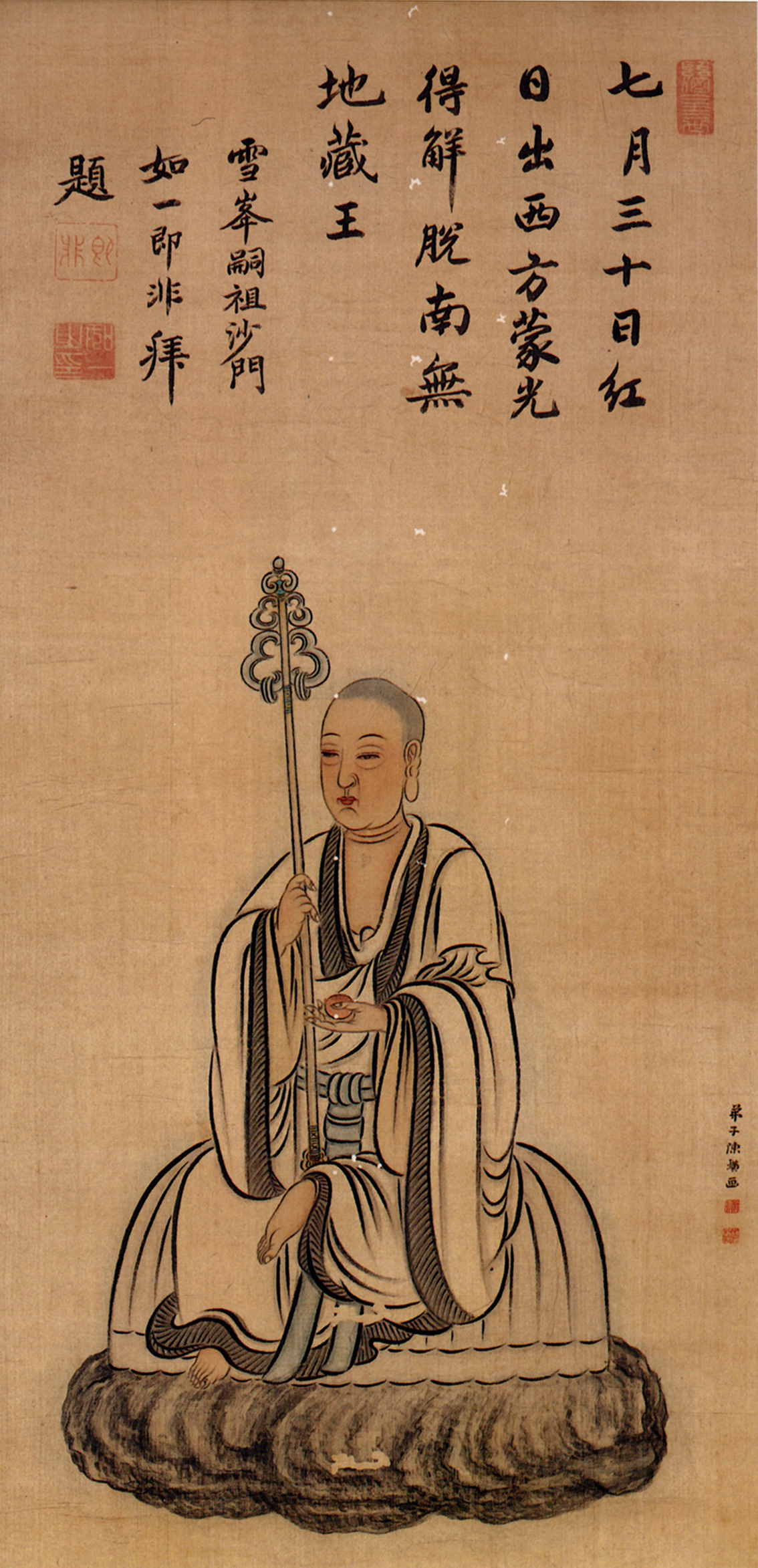
陳璜作品《地蔵菩薩像》

陳璜。字玄野，福建省晋江人，明末清初畫家。

## 生平
不詳。